# Alanna Smith
Pour les articles homonymes, voir Smith.
Alanna Smith, née le 10 septembre 1996 à Hobart (Tasmanie, Australie), est une joueuse australienne de basket-ball.

## Biographie

### Jeunesse
Formée d'abord en Australie au Wesley College, elle joue de 2015 à 2019 pour le Cardinal de Stanford.
Elle joue parallèlement pour les équipes nationales de jeunes d'Australie.
Elle connaît sa première sélection au championnat d'Océanie U16 de 2011, puis l'année suivante au championnat du monde U17, où les Saphires se classent cinquièmes.
En 2014, elle dispute le championnat d'Océanie U18. Elle remporte la médaille de bronze de la Coupe du monde féminine de basket-ball des moins de 19 ans 2015.

### Carrière professionnelle
Elle est le 8e choix de draft WNBA 2019 par le Mercury de Phoenix,
Elle enchaîne avec une saison en WKBL avec les Incheon S-Birds, puis retourne en Australie pour s'engager avec les Adelaide Lightning pour la saison WNBL de 2020
Elle rejoint les Opals pour remporter une médaille d'argent au championnat d'Asie 2017 (en) pour un apport de 10,8 points et 5,3 rebonds.
En 2018, elle est membre de l'équipe qui remporte l'argent à la Coupe du monde. Ses moyennes sont de 6,3 points et 2,3 rebonds.
Elle est membre de l'équipe éliminée 79 à 55 en quarts de finale Jeux olympiques de 2020 par les États-Unis.
Avec le Sky de Chicago, elle est élue troisième joueuse ayant le plus progressé de la saison WNBA 2023, après Satou Sabally et Jordin Canada, avec de statistiques de 9,2 points, 6,6 rebonds et 1,3 contres.
En 2024, elle joue avec le Lynx du Minnesota qui remporte la WNBA Commissioner's Cup.
Elle est membre de l'équipe qui remporte  85 à 81 la médaille de bronze aux Jeux olympiques de 2024 face à la Belgique, avec 13 points de Smith, qui est élue dans le cinq idéal du tournoi.

## Palmarès

### Équipes nationales
- Coupe du monde féminine de basket-ball des moins de 19 ans 2015
- Médaille d'argent à la Coupe du monde 2018 en Espagne
- Médaille de bronze aux Jeux olympiques de 2024 à Paris

## Distinctions personnelles
- Meilleur cinq du Mondial U 19 de 2015
- Pac-12 Tournament MOP (2019)
- Pac-12 All-Defensive Team (2019)
- 2x All Pac-12 (2018, 2019)
- Second meilleur cinq de la WNBL en 2022
- Meilleur cinq des Jeux olympiques de 2024[10]